# Glyptotendipes testaceus
Glyptotendipes testaceus är en tvåvingeart som beskrevs av Henry Keith Townes, Jr. 1945. Glyptotendipes testaceus ingår i släktet Glyptotendipes och familjen fjädermyggor. Inga underarter finns listade i Catalogue of Life.